# Liste von Bergen im Böhmischen Mittelgebirge
Die Liste von Bergen im Böhmischen Mittelgebirge enthält eine Auswahl von bekannten Bergen und Erhebungen im Böhmischen Mittelgebirge (České středohoří).
Die Zuordnung der Berge zu den einzelnen Gebirgszügen erfolgt entsprechend der geomorphologischen Einteilung Tschechiens.
Das Böhmische Mittelgebirge wird zur Vorerzgebirge-Region (Podkrušnohorská oblast) gerechnet, wobei nach Walter Sperling (1932–2016) zwischen dem Wernstädter Mittelgebirge (Verneřické Středohoří) und dem Milleschauer Mittelgebirge (Milešovské Středohoří) unterschieden wird.
Zum Wernstädter Mittelgebirge gehören:
- Aussiger Mittelgebirge (Ústecké středohoří)[3]
- Bensener Mittelgebirge (Benešovské středohoří)
- Buchberg-Mittelgebirge (Bukovohorské středohoří)
- Leitmeritzer Mittelgebirge (Litoměřické středohoří)[3]

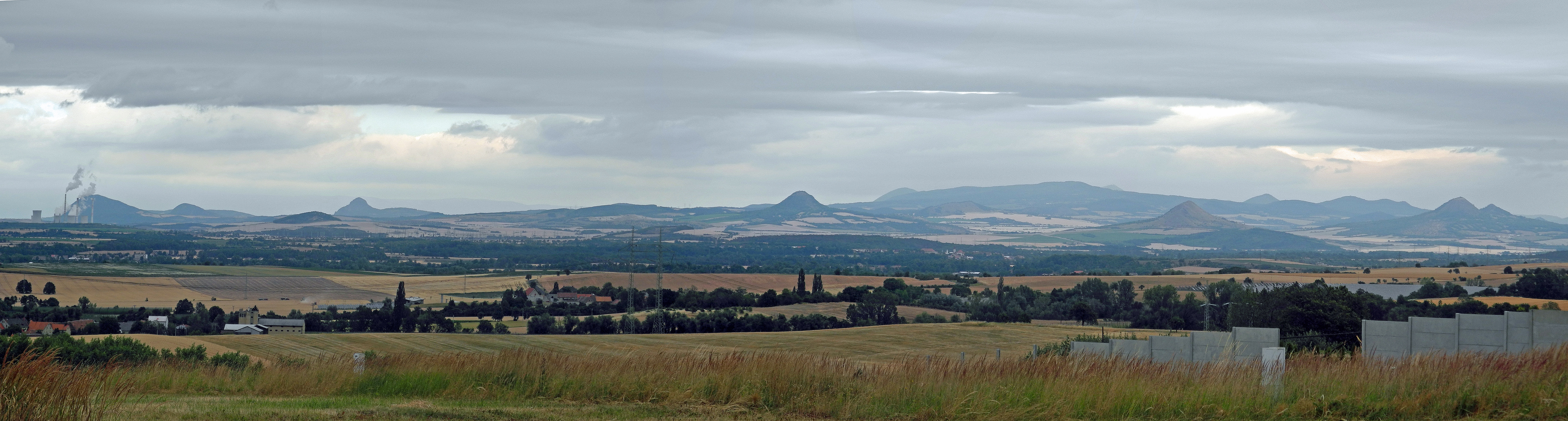
Blick auf den westlichen Teil des Böhmischen Mittelgebirges

Zum Milleschauer Mittelgebirge gehören:
- Borschen-Mittelgebirge (Bořeňské středohoří)
- Kostenblatter Mittelgebirge (Kostomlatské středohoří)
- Rannayer Mittelgebirge (Ranské středohoří)
- Teplitzer Mittelgebirge (Teplické středohoří)[3]

Zum geologischen Aufbau des Gebirges, siehe Geologie des Böhmischen Mittelgebirges.
In den folgenden Tabellen wird in die linkselbischen Gebiete (LE) und die rechtselbischen Gebiete (RE) unterteilt.
Die Tabellen können durch Klick auf das Doppelpfeil-Symbol in den meisten Spaltenköpfen nach unterschiedlichen Kriterien sortiert werden.
Die Standardsortierung ist nach Höhe in Meter (m) über Normalhöhennull (NHN) in absteigender Reihenfolge erstellt.

## Liste der linkselbischen Berge
| Bild | Name (tschechisch)                          | Name (deutsch)                                             | Höhe  | Lage                                    | Geologische Formation                           |
| ---- | ------------------------------------------- | ---------------------------------------------------------- | ----- | --------------------------------------- | ----------------------------------------------- |
|      | Milešovka                                   | Milleschauer oder Donnersberg                              | 837 m | LE bei Milešov (Lage)                   | Kostomlatské středohoří                         |
|      | Hradišťany                                  | Radelstein                                                 | 752 m | LE bei Mukov (Lage)                     | Kostomlatské středohoří                         |
|      | Pařez oder Kloč                             | Klotzberg                                                  | 736 m | LE bei Kostomlaty pod Milešovkou (Lage) | Kostomlatské středohoří                         |
|      | Kleč                                        | Berthaberg                                                 | 721 m | LE bei Kostomlaty pod Milešovkou (Lage) | Kostomlatské středohoří                         |
|      | Ostrý                                       | Roth-Aujezder Wostrey                                      | 719 m | LE bei Červený Újezd (Lage)             | Kostomlatské středohoří                         |
|      | Kletečná                                    | Kletschen                                                  | 706 m | LE bei Kletečná (Lage)                  | Kostomlatské středohoří                         |
|      | Lipská hora                                 | Hora oder Horstberg                                        | 689 m | LE bei Lipá (Lage)                      | Kostomlatské středohoří                         |
|      | Milešovský Kloc                             | Milleschauer Klotzberg                                     | 674 m | LE bei Milešov (Lage)                   | Kostomlatské středohoří                         |
|      | Francká hora (Zvon)                         | Großer Franzberg                                           | 664 m | LE bei Černčice (Lage)                  | Kostomlatské středohoří                         |
|      | Javorský vrch                               | Lerchenberg                                                | 617 m | LE bei Javory (Lage)                    | Ústecké středohoří                              |
|      | Lovoš                                       | Lobosch                                                    | 570 m | LE bei Lovosice (Lage)                  | Kostomlatské středohoří                         |
|      | Oltářík (Hrádek)                            | Woltarschik                                                | 565 m | LE bei Děkovká (Lage)                   | Kostomlatské středohoří                         |
|      | Ostrý                                       | Wostrey                                                    | 553 m | LE bei Milešov (Lage)                   | Kostomlatské středohoří                         |
|      | Burg Kostomlaty                             | Burg Kostenblatt                                           | 552 m | LE bei Kostomlaty pod Milešovkou (Lage) | Kostomlatské středohoří                         |
|      | Líšeň                                       | Lischenberg                                                | 548 m | LE bei Skalice (Lage)                   | Kostomlatské středohoří                         |
|      | Burg Blansko                                | Blankenstein                                               | 545 m | LE bei Mírkov (Lage)                    | Ústecké středohoří                              |
|      | Kubačka                                     | Kubatschkenberg                                            | 543 m | LE bei Prackovice nad Labem (Lage)      | Kostomlatské středohoří                         |
|      | Bořeň                                       | Borschen                                                   | 539 m | LE bei Bílina (Lage)                    | Bořeňské středohoří                             |
|      | Zlatník                                     | Schladniger Berg, auch Goldberg                            | 522 m | LE bei České Zlatníky (Lage)            | Bořeňské středohoří                             |
|      | Blešenský vrch                              | Plöschner Berg                                             | 520 m | LE bei Blešno (Lage)                    | Kostomlatské středohoří                         |
|      | Milá                                        | Millayer Berg                                              | 510 m | LE bei Milá (Lage)                      | Ranské středohoří                               |
|      | Oblík                                       | Hoblik                                                     | 509 m | LE bei Raná (Lage)                      | Ranské středohoří                               |
|      | Chmelník                                    | Hopfenberg                                                 | 508 m | LE bei Děčín (Lage)                     | Ústecké středohoří                              |
|      | Sutomský vrch                               | Suttomer Berg                                              | 505 m | LE bei Sutom (Lage)                     | Kostomlatské středohoří                         |
|      | Kybyčka                                     | Kibitschken oder Kleiner Lobosch (Nebengipfel des Lobosch) | 489 m | LE bei Lovosice (Lage)                  | Kostomlatské středohoří                         |
|      | Dlouhá hora                                 | Langer Berg                                                | 483 m | LE bei Kozly (Lage)                     | Ranské středohoří                               |
|      | Košťál                                      | Kostial                                                    | 481 m | LE bei Třebenice (Lage)                 | Kostomlatské středohoří                         |
|      | Číčov                                       | Spitzberg                                                  | 476 m | LE bei Kozly (Lage)                     | Kostomlatské středohoří                         |
|      | Štrbický vrch                               | Stürbitzer Berg                                            | 475 m | LE bei Kostomlaty (Lage)                | Teplické středohoří                             |
|      | Raná                                        | Rannayer Berg                                              | 457 m | LE bei Raná (Lage)                      | Ranské středohoří                               |
|      | Želenický vrch                              | Sellnitzer Berg                                            | 455 m | LE bei Želenice (Lage)                  | Bořeňské středohoří                             |
|      | Boreč                                       | Boretzer Berg oder Kahler Berg                             | 449 m | LE bei Boreč (Lage)                     | Kostomlatské středohoří                         |
|      | Kaňkov                                      | Schauferberg                                               | 436 m | LE bei Kaňkov (Lage)                    | Bořeňské středohoří                             |
|      | Ovčín                                       | Woftschin                                                  | 431 m | LE bei Vchynice (Lage)                  | Kostomlatské středohoří                         |
|      | Pohradická hora                             | Poratscher Berg oder Aloisiushöhe                          | 419 m | LE bei Ohníč (Lage)                     | Kostomlatské středohoří                         |
|      | Hazmburk                                    | Hasenburg                                                  | 418 m | LE bei Klapý (Lage)                     | Středočeská tabule (Mittelböhmisches Tafelland) |
|      | Hněvín oder Zámecká hora                    | Landeswarte (Schlossberg)                                  | 399 m | LE bei Most (Lage)                      | Bořeňské středohoří                             |
|      | Špičák                                      | Spitziger Berg                                             | 399 m | LE bei Most (Lage)                      | Bořeňské středohoří                             |
|      | Kozí vrch                                   | Ziegenberg                                                 | 380 m | LE bei Povrly (Lage)                    | Kostomlatské středohoří                         |
|      | Popovický vrch                              | Pfaffenberg                                                | 356 m | LE bei Děčín (Lage)                     | Ústecké středohoří                              |
|      | Tobiášův vrch                               | Tobiaschberg                                               | 354 m | LE bei Kozly (Lage)                     | Kostomlatské středohoří                         |
|      | Mariánská skála oder Mariánský vrch (Hůrka) | Marienberg                                                 | 265 m | LE bei Ústí nad Labem (Lage)            | Kostomlatské středohoří                         |
|      | Vrkoč                                       | Workotsch                                                  | 240 m | LE bei Vaňov (Lage)                     | Kostomlatské středohoří                         |

## Liste der rechtselbischen Berge
| Bild | Name (tschechisch)                | Name (deutsch)                    | Höhe  | Lage                               | Geologische Formation   |
| ---- | --------------------------------- | --------------------------------- | ----- | ---------------------------------- | ----------------------- |
|      | Sedlo                             | Geltschberg oder Hoher Geltsch    | 726 m | RE bei Liběšice u Litoměřic (Lage) | Litoměřické středohoří  |
|      | Buková hora                       | Zinkenstein oder Buchberg         | 683 m | RE bei Verneřice (Lage)            | Bukovohorské středohoří |
|      | Dlouhý vrch                       | Langer Berg                       | 655 m | RE bei Lbín (Lage)                 | Litoměřické středohoří  |
|      | Varhošť                           | Aarhorst                          | 639 m | RE bei Kundratice (Lage)           | Bukovohorské středohoří |
|      | Strážný vrch                      | Hutberg                           | 601 m | RE bei Merboltice (Lage)           | Bukovohorské středohoří |
|      | Panská skála                      | Herrnhausfelsen                   | 597 m | RE bei Prácheň (Lage)              | Benešovské středohoří   |
|      | Panna                             | Panna oder Jungfrau               | 594 m | RE bei Třebušín (Lage)             | Litoměřické středohoří  |
|      | Kohout                            | Hahnbusch oder Krohberg           | 589 m | RE bei Valkeřice (Lage)            | Benešovské středohoří   |
|      | Vysoký Ostrý                      | Hohe Wostrey                      | 587 m | RE bei Ústí nad Labem (Lage)       | Litoměřické středohoří  |
|      | Holý vrch u Hlinné oder Lysá hora | Kundratitzer Kahleberg            | 574 m | RE Hlinná (Lage)                   | Litoměřické středohoří  |
|      | Ronov                             | Ronberg                           | 552 m | RE bei Kravaře (Lage)              | Litoměřické středohoří  |
|      | Hradiště                          | Radischken- oder Hradischken-Berg | 545 m | RE bei Hlinná (Lage)               | Litoměřické středohoří  |
|      | Kalich                            | Kelchberg                         | 536 m | RE bei Třebušín (Lage)             | Litoměřické středohoří  |
|      | Zámecký vrch (Kamenický hrad)     | Schlossberg mit der Burg Kempnitz | 530 m | RE bei Česká Kamenice (Lage)       | Benešovské středohoří   |
|      | Magnetovec                        | Spitzberg                         | 520 m | RE bei Velké Březno (Lage)         | Litoměřické středohoří  |
|      | Plešivec                          | Eisberg                           | 509 m | RE bei Kamýk (Lage)                | Litoměřické středohoří  |
|      | Velký Chlum                       | Kolmener Kippe                    | 508 m | RE bei Děčín (Lage)                | Bukovohorské středohoří |
|      | Sokolí vrch                       | Falkenberg                        | 506 m | RE bei Děčín (Lage)                | Bukovohorské středohoří |
|      | Litýš                             | Litaisch                          | 486 m | RE bei Dolní Týnec (Lage)          | Litoměřické středohoří  |
|      | Dubí hora                         | Eichberg                          | 463 m | RE bei Kravaře (Lage)              | Litoměřické středohoří  |
|      | Deblík                            | Deblikberg                        | 459 m | RE bei Církvice (Lage)             | Litoměřické středohoří  |
|      | Trojhora                          | Dreiberg                          | 451 m | RE bei Třebušín (Lage)             | Litoměřické středohoří  |
|      | Trabice                           | Trabiceberg                       | 429 m | RE bei Libochovany (Lage)          | Litoměřické středohoří  |
|      | Radobýl                           | Radebeule oder Radobil            | 399 m | RE bei Litoměřice (Lage)           | Litoměřické středohoří  |
|      | Kalvárie Ostré                    | Neuländer Kapellenberg            | 398 m | RE bei Velké Žernoseky (Lage)      | Litoměřické středohoří  |
|      | Vrabinec (Vrabín)                 | Sperlingstein                     | 395 m | RE bei Těchlovice (Lage)           | Bukovohorské středohoří |
|      | Tříkřížový vrch oder Kalvárie     | Dreikreuzberg                     | 245 m | RE bei Velké Žernoseky (Lage)      | Litoměřické středohoří  |